# Cyperus difformis
Cyperus difformis är en halvgräsart som beskrevs av Carl von Linné. Cyperus difformis ingår i släktet papyrusar, och familjen halvgräs. IUCN kategoriserar arten globalt som livskraftig. Inga underarter finns listade i Catalogue of Life.

## Bildgalleri

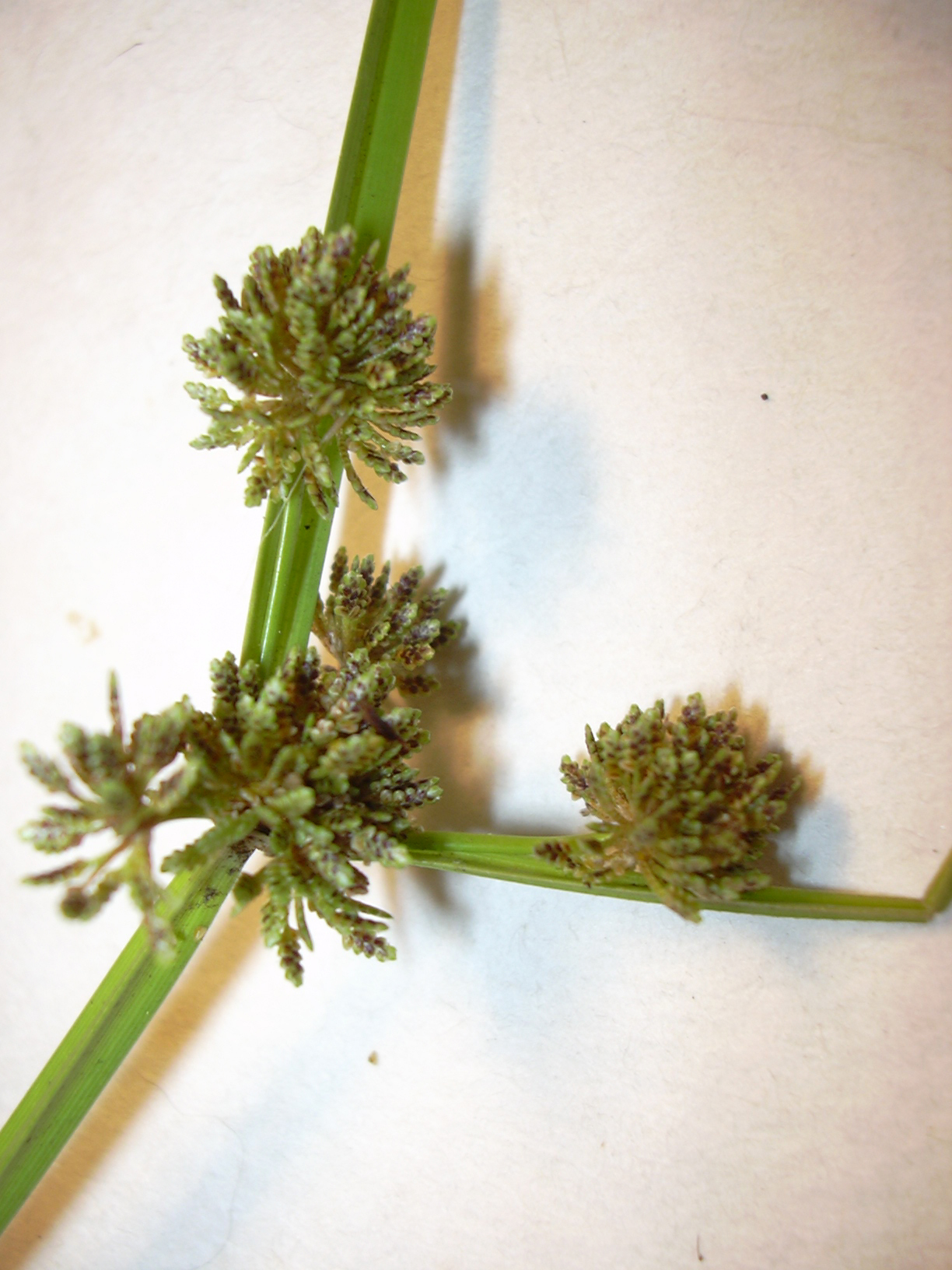
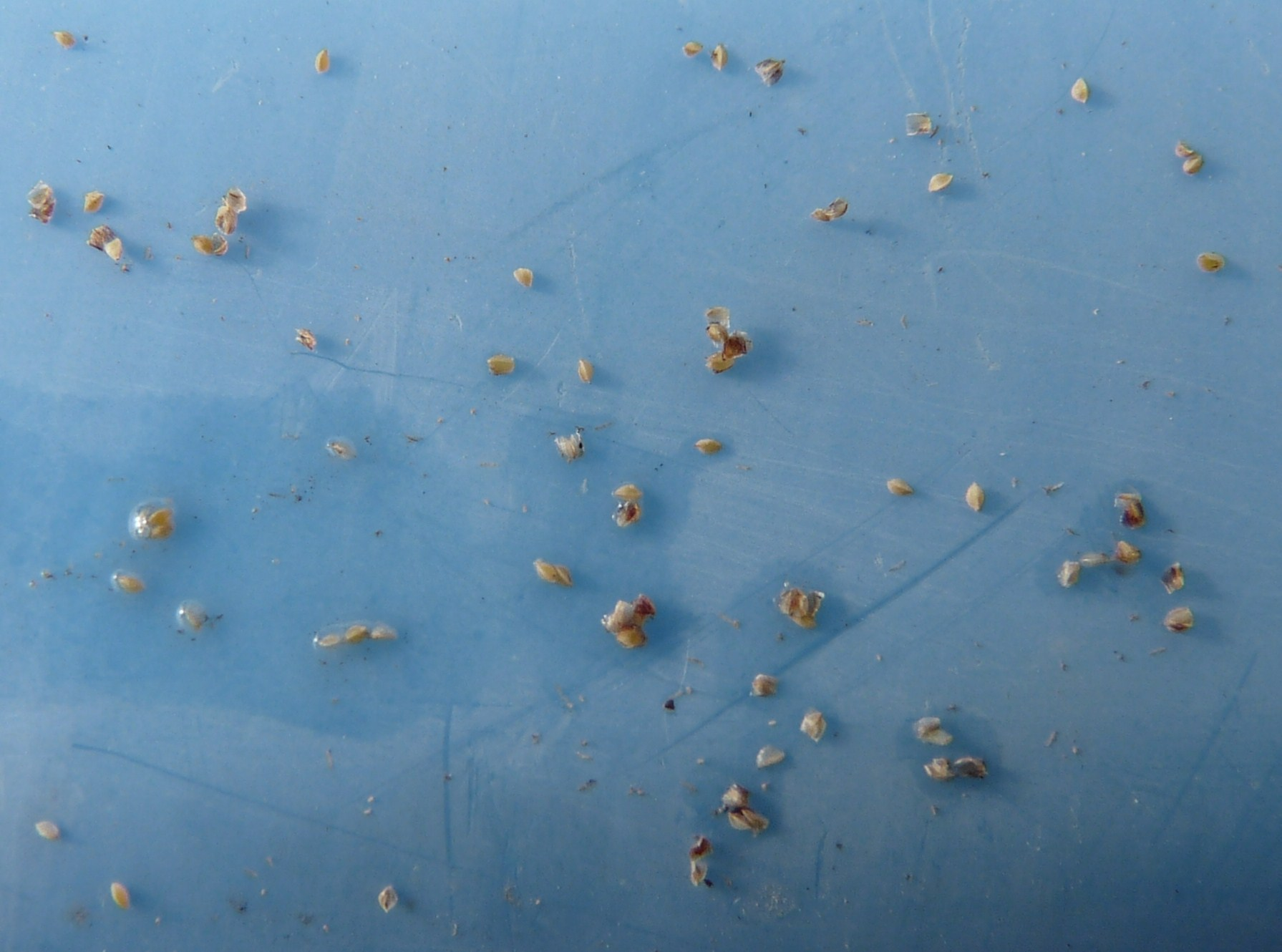
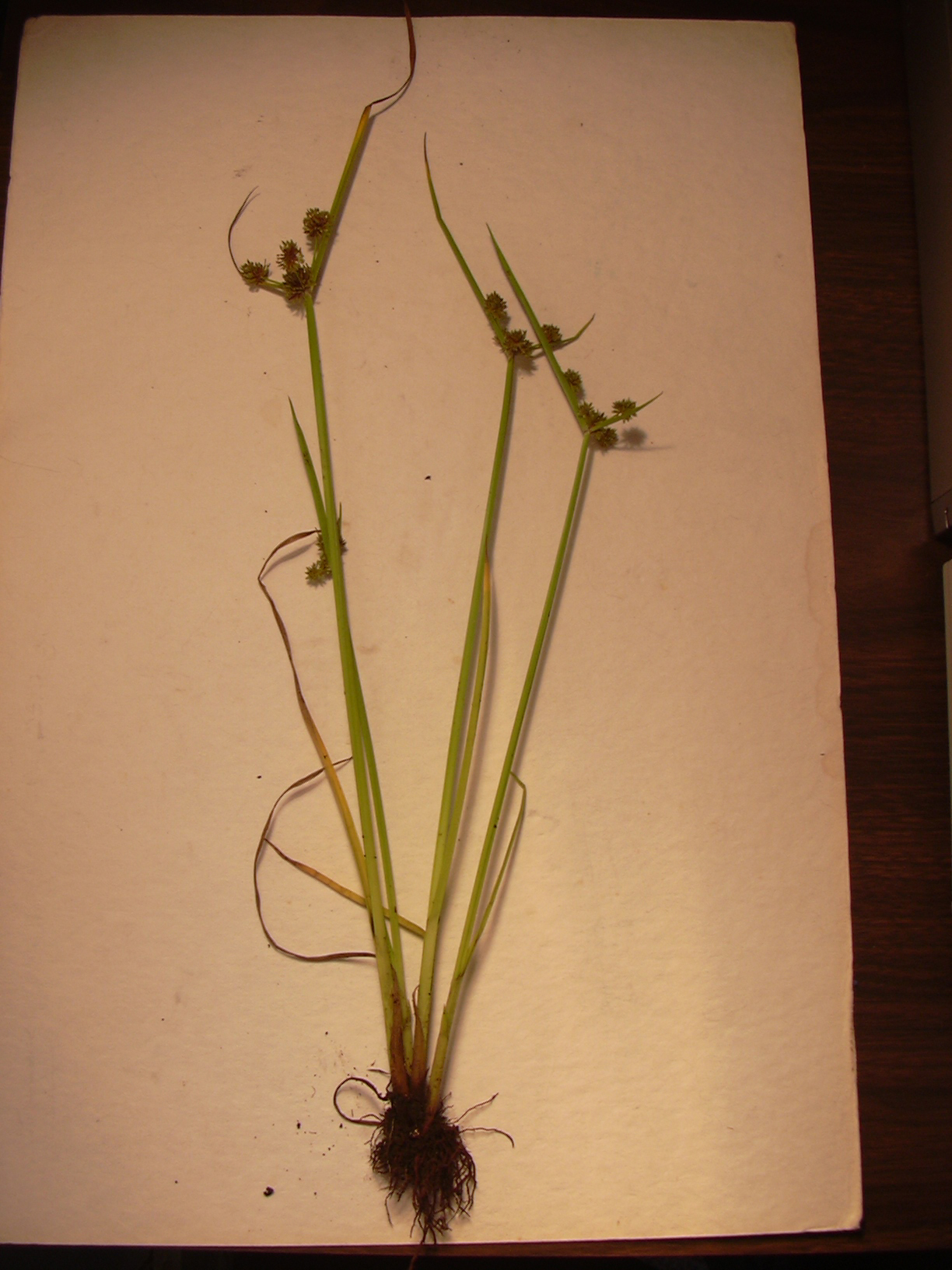
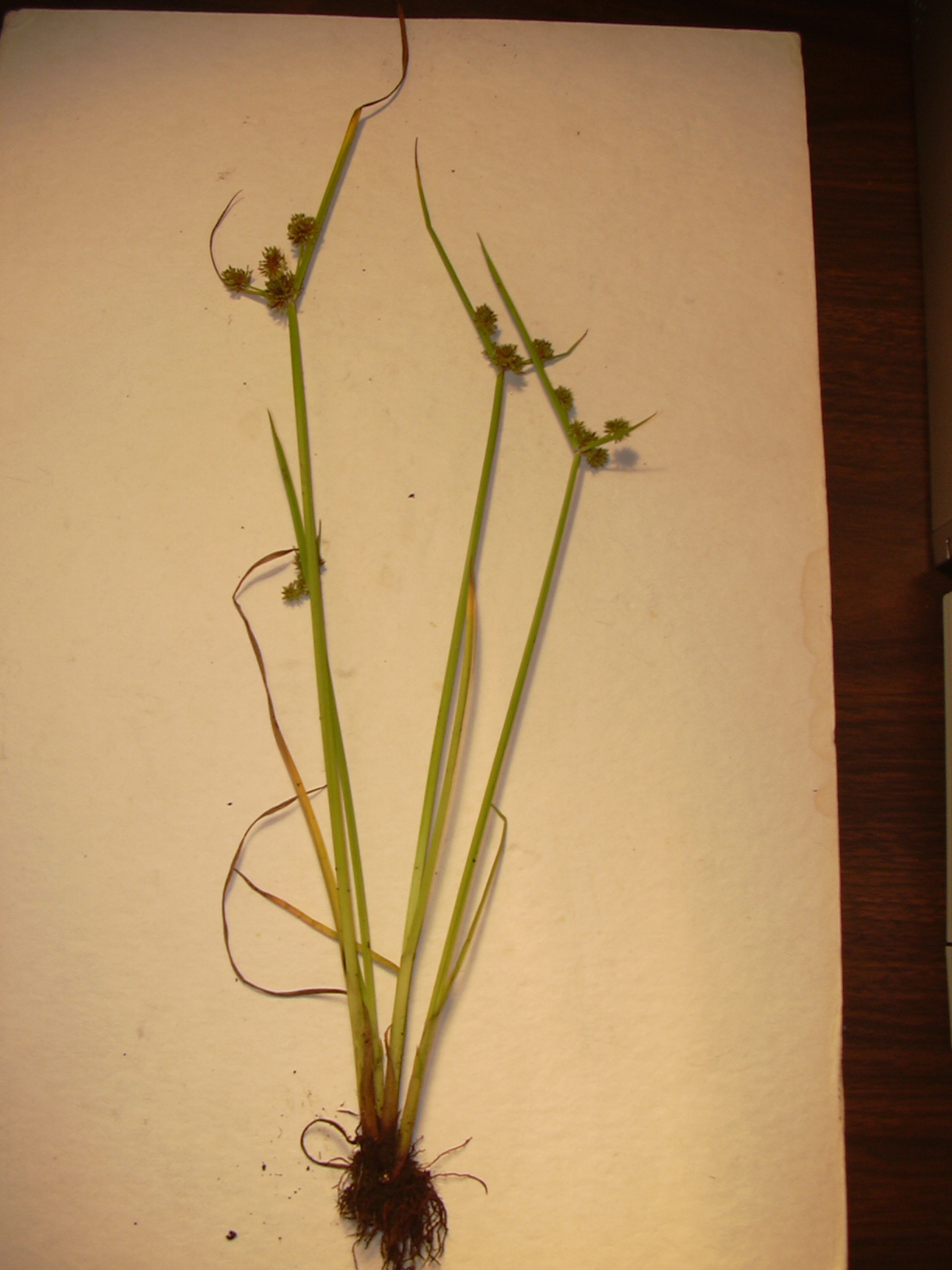